# Glaspustning
Glaspustning er en teknik som hovedsagelig benyttes til at fremstille glaskunst. En person der arbejder med glasfremstilling kaldes ofte for en glaspuster, fagfolk ville aldrig bruge det ord, det hedder en glasmager.  Almindelige drikkeglas og lignende fremstilles enten maskinelt eller gennem formblæsning. Eksperter hævder at glas blev fremstillet for første gang i Syrien omkring 5.000 år f.Kr.[kilde mangler] Brugen af glasmasse var dengang begrænset til at "glasere" genstande af sten og ler.
Råmaterialet i glas består af sand (59 procent), soda (18 procent), dolomit (15 procent), kalksten (4 procent), nefelin (3 procent) og sulfat (1 procent). Forholdet mellem de forskellige bestanddele varierer, afhængig af hvad glasset skal benyttes til og hvorvidt det skal være letflydende eller "koldt", det vil sige langsomtflydende og lettere at bearbejde. Ved fremstilling af farvet glas kan man også tilsætte forskellige metaloxider eller andre kemikalier som fosfat, selen eller guld.